# Respect Party

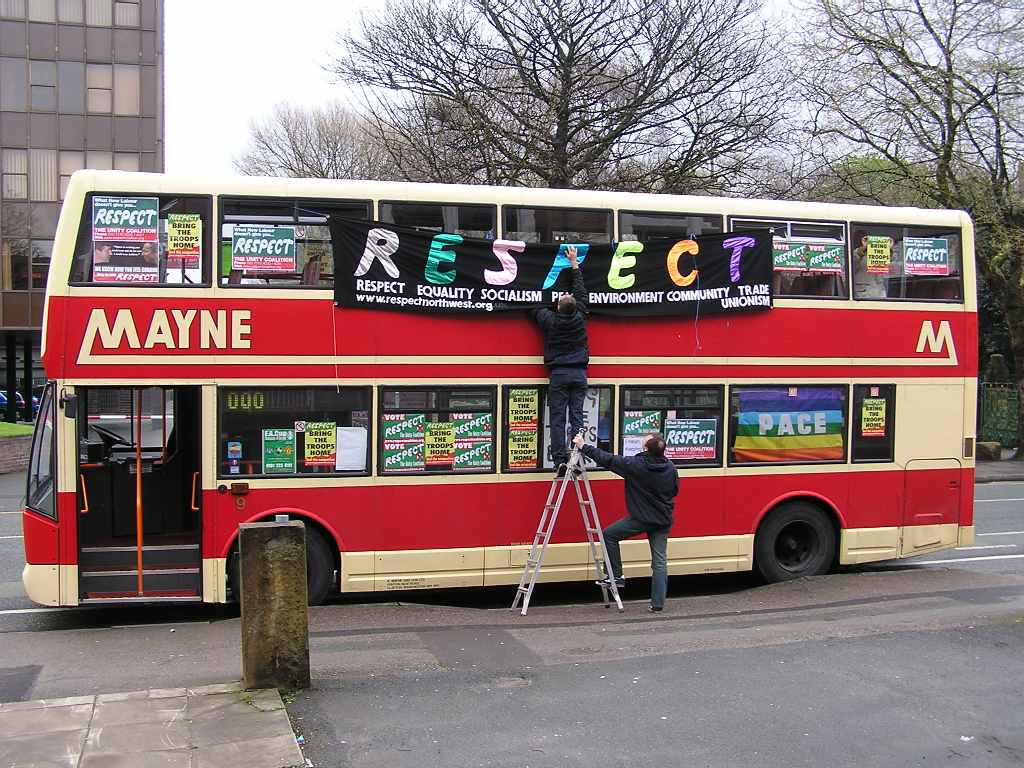
Volební autobus strany, 2005

Respect Party byla britská politická strana, založená 25. ledna 2004. Její název byl akronymem slov Respect, Equality, Socialism, Peace, Environmentalism, Community a Trade Unionism. Zanikla v roce 2016.
Strana vznikla jako koalice menších levicových stran a lidí, kteří opustili labouristy pro nesouhlas s iráckou válkou. Programem strany byla cenově dostupná veřejná doprava, zdravotnictví a školství, ochrana životního prostředí, práva imigrantů a zvýšení minimální mzdy v celé EU. V zahraničí politice Respect Party kritizovala USA a Izrael, velký důraz kladla na vyřešení kašmírské otázky, protože mezi příznivci strany bylo hodně přistěhovalců z indického subkontinentu.
Strana sídlila v Manchesteru, její barvy byly zelená a červená. V letech 2005 až 2012 stála v jejím čele Salma Yaqoobová. Mezi významné členy strany patřili novinář George Monbiot, bývalý labouristický poslanec George Galloway nebo filmař Ken Loach.